# Salon de Bruxelles de 1869
Le Salon de Bruxelles de 1869 est la vingt-et-unième édition du Salon de Bruxelles, exposition périodique d'œuvres d'artistes vivants. Il a lieu en 1869, du 29 juillet au 27 octobre dans les serres de ancien Jardin botanique de Bruxelles auxquelles on a adjoint une galerie, à l'initiative de la Société royale de Bruxelles pour l'encouragement des beaux-arts.
Ce Salon est le treizième organisé depuis l'Indépendance de la Belgique en 1831. Les prix sont remis sous forme de médailles d'or. Le nombre de médailles distribuées est très favorable à la jeune école et aux réalistes, puisque parmi les treize peintres médaillés, figurent six artistes progressistes dont Louis Artan, Constantin Meunier, Charles Hermans et Gustave Courbet. La récente École de Tervueren est déjà bien représentée.

## Organisation
Pour chaque exposition, les dates et l'organisation générale sont fixées par arrêté royal, sur proposition du ministre responsable. La commission directrice de l'exposition est ensuite nommée par arrêté ministériel, le règlement de l'exposition est également fixé par arrêté ministériel. Chaque Salon est donc géré par une commission directrice distincte.

## Contexte

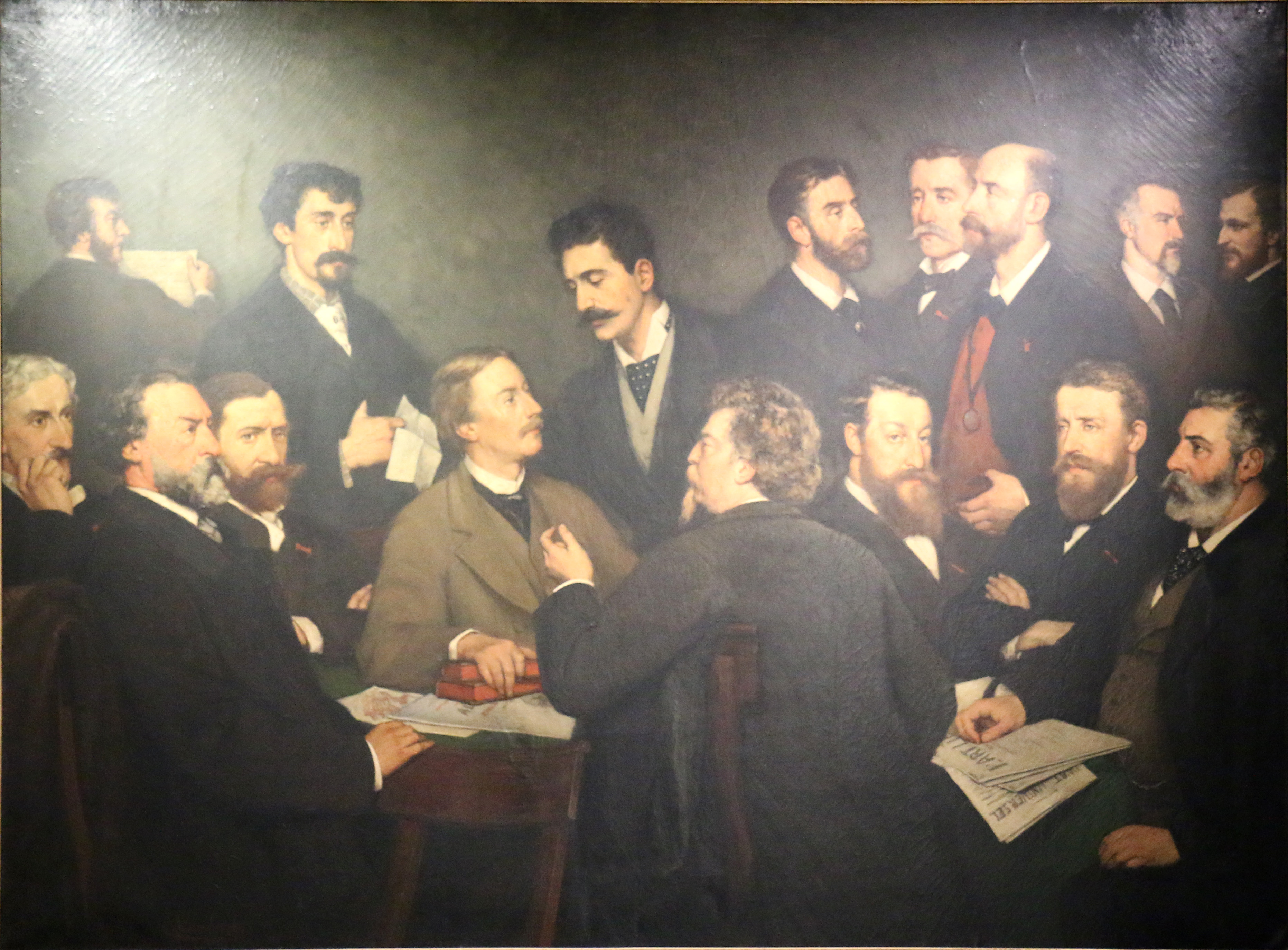
Edmond Lambrichs, Les membres de la Société libre des beaux-arts. De gauche à droite, assis : Huberti, Boudin, de Groux, Van Camp, Bouré, Verwée, Constantin Meunier, Dubois (tenant une copie de L'Art libre et de L'Art Universel). Debout : Lambrichs, Artan de Saint-Martin, Rops, Raeymaeckers, J.B. Meunier, Smits, Baron, de la Charlerie.

Ce Salon est le treizième organisé depuis l'Indépendance de la Belgique en 1831. L'exposition de 1869 débute le 29 juillet 1869. Le Salon est inauguré par le roi Léopold II et de nombreux artistes lui sont présentés. Il est reçu par Jules Anspach, bourgmestre de Bruxelles et président de la commission directrice de l'exposition. Le Salon a lieu pour la première fois dans les serres de ancien Jardin botanique de Bruxelles auxquelles on a adjoint une galerie. Les salles sont au nombre de quatorze, dont deux consacrées à la sculpture et une au dessin. D'une superficie insuffisante, une galerie supplémentaire est édifiée huit jours après l'ouverture du Salon, afin d'y accrocher quelque 300 tableaux.
Une publication caricaturale écrite et illustrée paraît sous le titre de Salon de Bruxelles de 1869 et constitue une satire à l'égard des institutions organisatrices et des œuvres exposées.
En 1869, la Société libre des beaux-arts, créée l'année précédente, s'associe avec le Cercle artistique et littéraire de Bruxelles pour proposer une liste de candidats au jury de placement pour l'exposition de Bruxelles. Cette alliance semble constituer une réussite. Jean Robie, Jean-Baptiste Meunier et Antoine-Félix Bouré sont les premiers membres fondateurs de la Société libre à faire partie du jury de placement et des récompenses.

## Catalogue

### Données générales
Alors que le Salon de 1866 comprenait près de 1 183 numéros, l'édition de 1869 en propose plus de 1800 réalisés par 900 artistes,.

### Peinture

#### L'École de Tervueren au Salon

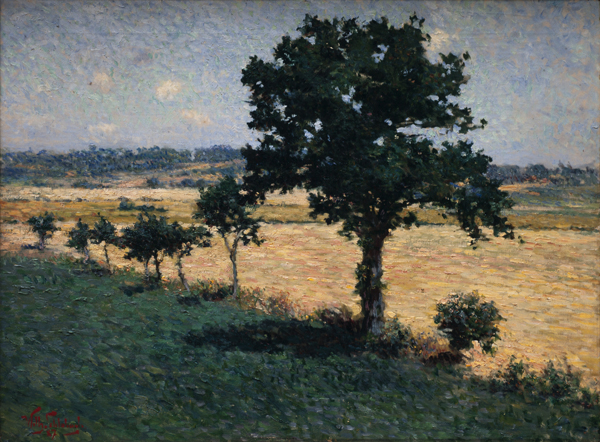
Paysage de Hippolyte Boulenger.

L'École de Tervueren, privilégiant un art réaliste inspiré par la nature et opposé à l'art purement académique et classique à l'instar de l'École de Barbizon en France, est présente au Salon de Bruxelles de 1869 : 

« La France avait l'école de Barbizon. Comme on a du penchant à imiter chez nous ce qui se fait dans les pays voisins, la Belgique a été dotée de l'École de Tervueren. C'est là que les jeunes artistes, voués au culte de l'impression, ont planté leur tente et arboré leur drapeau. »

Selon L'Indépendance belge, le représentant majeur du « système des impressions » est Joseph Coosemans. Il expose La Matinée d'automne, un paysage d'un beau ton doré. Sa Coupe de hêtres dans la forêt de Tervueren est son œuvre principale, et dans Source sous bois, la lumière joue de la façon la plus piquante et la plus vraie. Théodore Baron, de la même école est fidèle au système des impressions. Il a des verts dont la crudité aurait besoin d'être tempérée, mais en général ses paysages se distinguent par une grande justesse de ton, mais ils manquent de la forme pour qu'elle soit complète. Les branches et les feuilles sont simplifiées et il manque des figures. Hippolyte Boulenger expose des paysages dont les tons lui sont propres, comme d'autres peintres de la jeune école. 
Le quotidien belge oppose « les réalistes aux archéologues […] Quand M. Alma-Tadema n'est pas là pour nous faire rétrograder jusqu'aux Égyptiens, ce sont MM. Julien et Albrecht De Vriendt qui marchent en tête du parti des peintres archéologues en pratiquant le culte du Moyen Âge. »

#### Autres paysages
La critique du même quotidien salue le travail du peintre Alexander Wüst, peintre d'origine néerlandaise établi à Anvers : « Les motifs qu'affectionne M. Alexander Wüst sont ceux de l'âpre nature du Nord, les entassements de rochers formant des gorges profondes au sommet desquels on aperçoit du ciel large comme la main. La Chute d'eau est une excellente étude de rochers humides, sur lesquels glisse un vif rayon de lumière. Le Paysage du Nord de l'Amérique est un pittoresque fouillis d'arbres et de plantes très vigoureuses, près duquel nos paysages européens sont des jardinets ».

#### Portraits et marines
Les portraits sont dus à plusieurs artistes, tels que Eleuterio Pagliano de Milan et sa Fileuse, Charles Chaplin de Paris et Les Premiers liens, ou encore Alfred Cluysenaar qui propose un portrait très ressemblant du général Auguste Goethals.
Les marines sont représentées notamment par Paul Clays qui a perfectionné son talent déjà grand dans les toiles qu'il expose, comme Le Calme aux environs de Dordrecht et La Rade d'Anvers, acquise par le gouvernement. D'autres peintres présentent leurs marines comme Louis Artan de Saint-Martin et Arthur Bouvier qui appartiennent à l'école réaliste ou le danois Anton Melbye.

### Sculpture
Selon L'Indépendance belge, la sculpture ne joue qu'un rôle secondaire dans les expositions en Belgique. Le gouvernement passe peu de commandes aux statuaires, les amateurs sont minoritaires et la grande industrie du bronze est peu présente. D'autre part, les envois de l'étranger sont rares étant donné le coût des frais de transport et le risque de détérioration lors de celui-ci. Albert-Ernest Carrier-Belleuse a réalisé un buste d'Eugène Delacroix plein de caractère et d'expression. Jean Jules Cambos expose une expressive Cigale, tandis que le milanais Francesco Barzaghi est l'auteur d'une statue en marbre Le Premier ami, l'un des meilleurs ouvrage du Salon.

## Résultats

### Ordre de Léopold
En vertu de l'arrêté royal du 9 novembre 1869, deux artistes peintres, Alfred Stevens et Florent Willems deviennent commandeurs de l'ordre de Léopold. Cinq artistes : Paul Clays, François Lamorinière, Ferdinand Pauwels, Jean Robie et Jean-Baptiste Van Moer deviennent officiers.
Quinze artistes sont élevés au rang de chevaliers l'ordre de Léopold. Les nouveaux chevaliers sont : 
- Alexander Hugo Bakker Korff (peintre à Leyde) ;
- Karl Becker (peintre à Berlin) ;
- Henri Bource (peintre à Anvers) ;
- Louis Georges Brillouin (peintre à Paris) ;
- Edmond De Schampheleer (peintre à Bruxelles) ;
- Adolphe Fassin (sculpteur à Bruxelles) ;
- Jean-Baptiste Meunier (graveur à Bruxelles) ;
- Jean-Mathieu Nisen (peintre à Liège) ;
- Eleuterio Pagliano (peintre à Milan) ;
- François Roffiaen (peintre à Bruxelles) ;
- Louis Tuerlinckx (dessinateur à Bruxelles) ;
- Louis Van Kuyck (peintre à Anvers) ;
- Petrus van Schendel (peintre à Bruxelles) ;
- Marc Louis Benjamin Vautier (peintre à Düsseldorf) ;
- François Verheyden (peintre à Bruxelles) ;
- Elchanon-Leonardus Verveer (peintre à La Haye).

### Médailles d'or
Sur proposition du jury des récompenses au gouvernement, treize médailles d'or, sont décernées, en vertu de l'arrêté royal du 9 novembre 1869, aux artistes suivants : 
- Louis Artan de Saint-Martin (peintre à Bruxelles) ;
- Jean Jules Cambos (sculpteur à Paris) ;
- Charles-François Champigneulle (peintre à Metz) ;
- Alfred Cluysenaar (peintre à Bruxelles),
- Gustave Courbet (peintre à Paris) ;
- Léopold Flameng (graveur à Paris) ;
- Charles Hermans (peintre à Bruxelles) ;
- Charles-Raphaël Maréchal (peintre à Metz) ;
- Égide Mélot (sculpteur à Bruxelles) ;
- Constantin Meunier (peintre à Bruxelles) ;
- Louis Adolphe Salmon (graveur à Paris) ;
- Charles Van der Stappen (sculpteur à Bruxelles) et
- Frans Vinck (peintre à Anvers).

Le nombre de médailles distribuées est donc très favorable à la jeune école et aux réalistes, puisque parmi les treize peintres médaillés, on compte six artistes progressistes, dont Louis Artan, Constantin Meunier, Charles Hermans et Gustave Courbet.

### Achats par le roi
Léopold II acquiert dix peintures :
- Alexandre Robert : L'Amour de l'or ;
- Louis Artan de Saint-Martin : Souvenir de la Manche ;
- Émile Breton : Clair de lune ;
- Marie Collart-Henrotin : Printemps ;
- Émile Wauters : Intérieur de l'église Sainte-Marie à Venise,
- Théodore Cleynhens : Intérieur de la Maison des Brasseurs à Anvers ;
- Jules Montigny : L'Hiver ;
- Arthur Bouvier : Crépuscule ;
- Joseph Stevens : À la brune ;
- Constantin Meunier : Le Baiser de Judas.

### Catalogue
- Catalogue, Exposition générale des Beaux-Arts de 1869, catalogue explicatif, Bruxelles, Charles Lelong, 1869.